# Eriophyes mariscus
Eriophyes mariscus är en spindeldjur som beskrevs av Heikki Roivainen 1950. Eriophyes mariscus är ett kvalster som ingår i släktet Eriophyes, och familjen Eriophyidae. Arten är reproducerande i Sverige.